# ナサニエル・ベンチリー
ナサニエル・ベンチリー（Nathaniel Benchley, 1915年11月13日 - 1981年12月14日）は、アメリカ合衆国の作家。
父は作家・ユーモリスト・俳優のロバート・ベンチリー。息子は、『ジョーズ』で知られる作家のピーター・ベンチリー。

## 略歴
マサチューセッツ州ニュートンに生まれる。ハーバード大学卒業。
1939年に「ニューヨーク・ヘラルド・トリビューン」に入社。第二次大戦後には「ニューズウィーク」に入社するが、1947年に退社。
作家となり、一般文学や児童文学、そして父親のロバート・ベンチリーや親しい友人だったハンフリー・ボガート等の伝記を書いた。

## 翻訳された著作

### 一般文学・伝記
- 『親父と息子』 A Firm Word or Two 早川書房 1967年
- 『ボギー』 Humphrey Bogart 晶文社 1980年10月

### 児童文学
- 『かわうそのオスカーくん』旺文社 1977年12月
- 『カヌーはまんいん』文化出版局 1978年12月
- 『世界のメルヘン8　アメリカ童話2 魔法のそり』講談社 1981年1月
- 『いたずらスニップいねむりダンカン』あかね書房 1984年5月